# باشگاه فوتبال آکادمی دی فوت امادو دیالو
باشگاه فوتبال آکادمی دی فوت امادو دیالو (انگلیسی: Academie de Foot Amadou Diallo) یک باشگاه فوتبال حرفه‌ای است که در شهر آبیجان ساحل عاج در سال ۲۰۰۵ تأسیس شده‌است.